# Atlantiska orkansäsongen 1994
Den atlantiska orkansäsongen 1994 pågick officiellt från den 1 juni 1994 till den 30 november 1994. Historiskt sett bildas de allra flesta tropiska cyklonerna under denna period på året. Säsongen var mycket inaktiv, med endast sju namngivna stormar. Tre av dem blev orkaner, men ingen blev någon större orkan. Denna låga aktivitet beror troligtvis på grund av en kraftig El Niño som varade mellan åren 1991 till 1994.
Det var en av fyra atlantiska orkansäsonger utan en större orkan. De andra var 1968, 1972 och 1986, men statistiken innan 1944 är opålitlig.
De tropiska stormarna Alberto och Beryl orsakade kraftiga översvämningar i sydöstra USA. Men säsongens värsta storm var Orkanen Gordon som dödade 1 145 personer, nästan alla i Haiti.